# Thymus vivariensis
Thymus vivariensis là một loài thực vật có hoa trong họ Hoa môi. Loài này được Coste & Revol miêu tả khoa học đầu tiên năm 1910.